# L'allegria degli angoli
L'allegria degli angoli è un romanzo scritto da Marco Presta, edito da Einaudi nel 2014.

## Trama
Lorenzo è un geometra romano disoccupato che vive con la madre e si guadagna da vivere facendo dei lavoretti. Un giorno decide di accettare un lavoro molto particolare: la statua vivente in una piazza del centro.

## Edizioni
- Marco Presta, L'allegria degli angoli, Einaudi, 2014, ISBN 9788806223915.